# Jean-Casimir d'Erbach
Jean-Casimir, comte d'Erbach-Breuberg (10 août 1584 – 14 janvier 1627), est un prince allemand membre de la Maison d'Erbach et dirigeant de Breuberg, Wildenstein et Fürstenau.
Né à Erbach, il est le onzième enfant de Georges III d'Erbach et de sa seconde épouse, Anne, une fille de Frédéric-Magnus, comte de Solms-Laubach-Sonnenwalde.

## Biographie
Après la mort de leur père, Jean-Casimir et ses frères divisent le domaine de la famille d'Erbach en 1606: il reçoit les districts de Breuberg et Wildenstein. En 1623, après la mort de son frère aîné Frédéric-Magnus, les autres frères divisent ses domaines: Jean Casimir, reçoit le district de Fürstenau.
Jean Casimir est décédé à Schweidnitz, à 41 ans, et est enterré à Michelstadt. Parce qu'il n'a jamais été marié, ses frères se partagent ses possessions après sa mort.